# Anne Vogd
Anne Vogd (* 1965 in Aachen) ist eine deutsche Kabarettistin, Karnevalistin und Kolumnistin.

## Werdegang
Nach dem Abitur 1983 absolvierte Anne Vogd ihr Studium zur Diplom-Kauffrau an den Universitäten Münster und Duisburg. Nebenberuflich arbeitete sie als Model für verschiedene Agenturen in Düsseldorf, München und Mailand. Anschließend war sie über 25 Jahre im Marketing und Vertrieb von deutschen Modefirmen tätig. 2011 wurde sie bei einer privaten Veranstaltung durch eine Geburtstagsrede für den Karneval entdeckt. In den folgenden Jahren kam sie auf die Bühne der Bensheimer Karnevalsgesellschaft und später auch zum Gonsenheimer Carneval-Verein in Mainz. 2016 folgte die Aufnahme ins Literarische Komitee beim Festkomitee Köln Karneval und in die von Guido Cantz mitgegründete Künstleragentur „alaaaf“ (GoGmbH), später dann auch in die Karnevalistenvereinigung KAJUJA.
2016 gewann Vogd den SWR3 Comedy Förderpreis. Seither hat sie ihre eigene SWR3-Radiokolumne „Anne – Volle Kanne“ und schreibt Kolumnen für verschiedene deutsche Zeitungen wie die Aachener Zeitung, Die Rheinpfalz, das FR7-Magazin der Frankfurter Rundschau sowie das Reisemagazin Entdecken Sie Algarve.
Im Jahr 2018 veröffentlichte sie ihr erstes Buch Ich hab’s auch nicht immer leicht mit mir im Ullstein Verlag. Das zweite Buch Ge*gendert wird, was auf den Tisch kommt – Mein Leben als Boomer Mutter mit woker Tochter, erschienen 2023 im dtv, greift humorvoll den heutigen Generationenkonflikt auf, inspiriert von ihrer eigenen Familiendynamik.
Anne Vogd ist verheiratet und hat eine Tochter, sie lebt in Rheinland-Pfalz.

## Buchveröffentlichungen
- Ich hab’s auch nicht immer leicht mit mir: Prosecco zum Lesen. Ullstein, Berlin 2018. ISBN 978-3-548-37785-8.
- Ge*gendert wird, was auf den Tisch kommt: Mein Leben als Boomer Mutter mit woker Tochter. dtv, München 2023, ISBN 978-3-423-35221-5.

## Auszeichnungen
- 2016: SWR3 Comedy Förderpreis